# Markleeville
Markleeville (dawniej Markleville) — census-designated place (CDP) i siedziba hrabstwa Alpine w Kalifornii. Populacja miejscowości w 2010 roku wynosiła 210 osób, co stanowi wzrost w porównaniu do 2000 roku, kiedy mieszkało tu 197 osób.

## Historia
W 1861 roku Jacob J. Marklee wybudował płatny most na rzece Carson. Chciał odnosić dochody z ruchu, jaki panował na trasie między miejscowością Silver Mountain a pobliską kopalnią srebra. 23 czerwca 1862 Marklee zgłosił roszczenia terytorialne gruntów o powierzchni 160 akrów na terenie hrabstwa Douglas w stanie Nevada. Wykonane zostały pomiary gruntowe, a nieruchomość została ostatecznie zarejestrowana na jego nazwisko na terenie Kalifornii. W 1863 Marklee został zabity w strzelaninie. Markleeville powstało, kiedy w jego okolicach znalezione zostały złoża rud srebra Comstock Lode. Alpine County Courthouse, budynek administracji hrabstwa Alpine, jest uznawany za zabytkowy budynek California Historic Landmark.
W 1863 roku otwarta została tu poczta.

## Geografia
Odwołując się do United States Census Bureau całkowita powierzchnia miejscowości wynosi 17 km², w całości będącej powierzchnią lądową. Okolice Markleeville składają się m.in. z bujnych trawiastych dolin. Znajdują się tu również źródła termalne oraz park stanowy z polem kempingowym.

## Demografia

### Dane statystyczne z 2010 roku
Według danych statystycznych zebranych przez United States Census Bureau, populacja Markleeville w 2010 roku liczyła 210 osób². Gęstość zaludnienia wynosiła 12.4 os./km². Kompozycja rasowa mieszkańców przedstawiała się następująco: 91% (192 osoby) stanowili przedstawiciele rasy białej, 0% (0 osób) było Afroamerykanami, 2% (4 osoby) miało pochodzenie indiańskie, 1% (2 osoby) miało korzenie azjatyckie, 3% (6 osób) reprezentowało inne rasy, zaś 3% (6 osób) było przedstawicielami co najmniej dwóch ras. Hiszpanami i Latynosami było 5% mieszkańców.
Według Census Bureau wszyscy mieszkańcy miejscowości mieszkali w domach jednorodzinnych.
W Markleeville w 2010 roku znajdowało się 100 gospodarstw domowych. W 19 z nich mieszkały osoby poniżej 18 roku życia, 47 było zamieszkanych przez małżeństwo, 8 było zamieszkanych przez kobiety nieposiadające męża, 5 było mężczyznę nieposiadającego żony, 36.2% sklasyfikowano jako osoby samotne lub niebędące rodziną. Spośród wszystkich gospodarstw domowych, 32 były zamieszkane przez jedną osobę, natomiast 8 było zamieszkanych przez osoby żyjące samotnie w wieku 65 lat lub starsze. Na 100 kobiet w wieku powyżej przypadało 101.2 mężczyzn. Na 100 kobiet przypadało 101.9 mężczyzn. Średnia wielkość gospodarstwa domowego wynosiła 2.1. 57 gospodarstw było zamieszkanych przez rodzinę; średnia wielkość rodziny wynosiła 2.7 osób.
Na terenie miejscowości znajdowały się 192 budynki mieszkalne o średniej gęstości 11.5/km2.. Według kryterium wiekowego, populacja Markleeville w 2010 roku liczyła 19% (39) osób w wieku poniżej 18 lat, 1% (3) osób w przedziale 18-24 lat, 20% (42) osób w wieku 25-44 lat, 44% (92) mieszkańców w przedziale 45-64 lat oraz 16% (34) osób, które ukończyły co najmniej 65 lat.

## Klimat
Według klasyfikacji klimatów Köppena w Markleeville panuje klimat śródziemnomorski przybrzeżny (Csb), choć przypomina on klimat kontynentalny (Dsb).
Markleeville posiada ciepłe lata z okazjonalnymi opadami, przytrafiającymi się głównie podczas popołudniowych i wieczornych burz. Nocą temperatura spada znacznie poniżej 10 °C. Zimy są dość zimne i często śnieżyste. Średnia temperatura w styczniu wynosi maksymalnie 7.6 °C, natomiast minimalna temperatura to -8.1 °C. Średnia temperatura w lipcu wynosi maksymalnie 29.2 °C, natomiast minimalnie 6.2 °C. Średnio 15.7 dni w roku panuje temperatura 32 °C lub wyższa, natomiast średnio 221.7 dni w roku temperatura spada poniżej 0 °C. Rekordowa wysoka temperatura została zanotowana 11 lipca 1931 roku i wynosiła 39 °C, natomiast rekordowa najniższa temperatura, zanotowana 22 grudnia 1990 roku, wynosiła -32 °C.
Średnia roczna suma opadów wynosi 487,2 mm. Średnia roczna liczba dni z opadami wynosi 59 dni. Największą liczbę opadów zanotowano w 1996 roku, kiedy spadło 974.1 mm. Najbardziej suchy był 1917 rok, kiedy roczna suma opadów wynosiła 298.2 mm. Najbardziej mokrym miesiącem był styczeń 1914 roku, kiedy spadło 409.7 mm opadów. Najwięcej opadów w ciągu doby spadło 3 grudnia 1950 roku - 119.9 mm. Najbardziej śnieżnym rokiem był rok 1916, kiedy spadło 365.8 mm śniegu, w tym 251.5 w styczniu 1916.
| Miesiąc                                 | Sty  | Lut  | Mar  | Kwi  | Maj  | Cze  | Lip  | Sie  | Wrz  | Paź  | Lis  | Gru  | Roczna |
| --------------------------------------- | ---- | ---- | ---- | ---- | ---- | ---- | ---- | ---- | ---- | ---- | ---- | ---- | ------ |
| Rekordy maksymalnej temperatury [°C]    | 19   | 21   | 27   | 28   | 32   | 34   | 39   | 38   | 37   | 31   | 24   | 19   | 39     |
| Średnie temperatury w dzień [°C]        | 7.4  | 8.3  | 12.1 | 14.9 | 19.1 | 24.2 | 29.2 | 29.3 | 25.4 | 19.4 | 11.9 | 7    | 17,4   |
| Średnie temperatury w nocy [°C]         | -8.1 | -7.2 | -4.7 | -2.7 | 0.6  | 3.4  | 6.2  | 5.6  | 1.9  | -2.2 | -5.7 | -8.7 | −1,8   |
| Rekordy minimalnej temperatury [°C]     | -29  | -29  | -26  | -9   | -12  | -4   | -3   | -4   | -8   | -14  | -22  | -32  | −32    |
| Opady [mm]                              | 94.5 | 79.8 | 53.3 | 32   | 25.1 | 15.2 | 9.9  | 11.7 | 11.9 | 23.6 | 53.6 | 76.5 | 487,1  |
| Opady deszczu [mm]                      | 55.4 | 48.8 | 33.3 | 12.2 | 3.6  | 0.5  | 0    | 0    | 0.3  | 1.5  | 14.2 | 40.9 | 210,7  |
| Opady śniegu [mm]                       | 0    | 0    | 0    | 0    | 0    | 0    | 0    | 0    | 0    | 0    | 0    | 0    | 0      |
| Średnia liczba dni śnieżnych            | 0    | 0    | 0    | 0    | 0    | 0    | 0    | 0    | 0    | 0    | 0    | 0    | 0      |
| Średnia liczba dni z opadami            | 8    | 8    | 6    | 5    | 5    | 3    | 3    | 2    | 3    | 4    | 5    | 7    | 59     |
| Źródło: Western Regional Climate Center |      |      |      |      |      |      |      |      |      |      |      |      |        |

## Markleeville Death Race
W Markleeville odbywają się coroczny rajd rowerowy o nazwie Death Race. Trasa biegnie przez pięć przełęczy, a jej całkowita długość wynosi 206 km. W 2009 roku w rajdzie wzięło udział ok. 3000 osób, a ukończyło go ok. 2200 osób.

## Transport
- California State Route 89
- County Route E1